# Kazunori Iio
Kazunori Iio (飯尾 一慶 Iio Kazunori?, nacido el 23 de febrero de 1982 en Ninohe, Iwate) es un exfutbolista japonés. Jugaba de centrocampista y su último club fue el Yokohama FC de Japón.

## Trayectoria

### Clubes
| Club              | País  | Año         |
| ----------------- | ----- | ----------- |
| Tokyo Verdy       | Japón | 1999 - 2013 |
| Kawasaki Frontale | Japón | 2002        |
| Kawasaki Frontale | Japón | 2005        |
| Avispa Fukuoka    | Japón | 2006        |
| Yokohama FC       | Japón | 2014 - 2015 |

## Estadística de carrera

### J. League
| Club              | Año   | J. League | J. League | Copa J. League | Copa J. League | Total | Total |
| Club              | Año   | Part.     | Goles     | Part.          | Goles          | Part. | Goles |
| ----------------- | ----- | --------- | --------- | -------------- | -------------- | ----- | ----- |
| Verdy Kawasaki    | 1999  | 4         | 0         | 2              | 0              | 6     | 0     |
| Verdy Kawasaki    | 2000  | 26        | 4         | 4              | 0              | 30    | 4     |
| Tokyo Verdy       | 2001  | 11        | 0         | 1              | 1              | 12    | 1     |
| Kawasaki Frontale | 2002  | 7         | 2         | -              | -              | 7     | 2     |
| Tokyo Verdy       | 2003  | 13        | 2         | 5              | 0              | 18    | 2     |
| Tokyo Verdy       | 2004  | 12        | 0         | 3              | 0              | 15    | 0     |
| Kawasaki Frontale | 2005  | 5         | 0         | 1              | 0              | 6     | 0     |
| Tokyo Verdy       | 2006  | 9         | 1         | -              | -              | 9     | 1     |
| Avispa Fukuoka    | 2006  | 17        | 4         | 0              | 0              | 17    | 4     |
| Tokyo Verdy       | 2007  | 19        | 2         | -              | -              | 19    | 2     |
| Tokyo Verdy       | 2008  | 26        | 2         | 4              | 0              | 30    | 2     |
| Tokyo Verdy       | 2009  | 28        | 1         | -              | -              | 28    | 1     |
| Tokyo Verdy       | 2010  | 31        | 5         | -              | -              | 31    | 5     |
| Tokyo Verdy       | 2011  | 25        | 4         | -              | -              | 25    | 4     |
| Tokyo Verdy       | 2012  | 35        | 4         | -              | -              | 35    | 4     |
| Tokyo Verdy       | 2013  | 37        | 5         | -              | -              | 37    | 5     |
| Yokohama FC       | 2014  | 9         | 1         | -              | -              | 9     | 1     |
| Yokohama FC       | 2015  | 1         | 0         | -              | -              | 1     | 0     |
| Total             | Total | 315       | 37        | 20             | 1              | 335   | 38    |

## Palmarés

### Títulos nacionales
| Título             | Club        | País  | Año  |
| ------------------ | ----------- | ----- | ---- |
| Copa del Emperador | Tokyo Verdy | Japón | 2004 |